# Yisroel Hager
Yisroel Hager (n. 20 august 1860, Vijnița, Imperiul Austriac – d. 22 mai 1936, Oradea, România) a fost un rabin român, al treilea mare Rebbe al dinastiei hasidice Vizhnitz. El a fost tatăl rabinului Hayim Meir Hager.